# Tân Quang, Tuyên Quang
Tân Quang là một xã thuộc tỉnh Tuyên Quang, Việt Nam.

## Địa lý
Xã Tân Quang nằm ở phía huyện Bắc Quang, có vị trí địa lý:
- Phía đông giáp xã Đồng Tâm
- Phía tây giáp xã Tân Lập
- Phía nam giáp xã Việt Vinh
- Phía bắc giáp xã Tân Thành.

Xã Tân Quang có diện tích 14,06 km², dân số năm 2019 là 5.159 người, mật độ dân số đạt 367 người/km².

## Hành chính
Xã Tân Quang được chia thành 8 thôn: Mục Lạn, Mỹ Tân, Nghĩa Tân, Tân Lâm, Tân Tiến, Vinh Ngọc, Vinh Quang, Xuân Hoà.

## Lịch sử
Ngày 11 tháng 8 năm 2016, UBND tỉnh Hà Giang ban hành Quyết định số 2421/QĐ-UBND về việc công nhận xã Tân Quang là đô thị loại V.